# 張真君

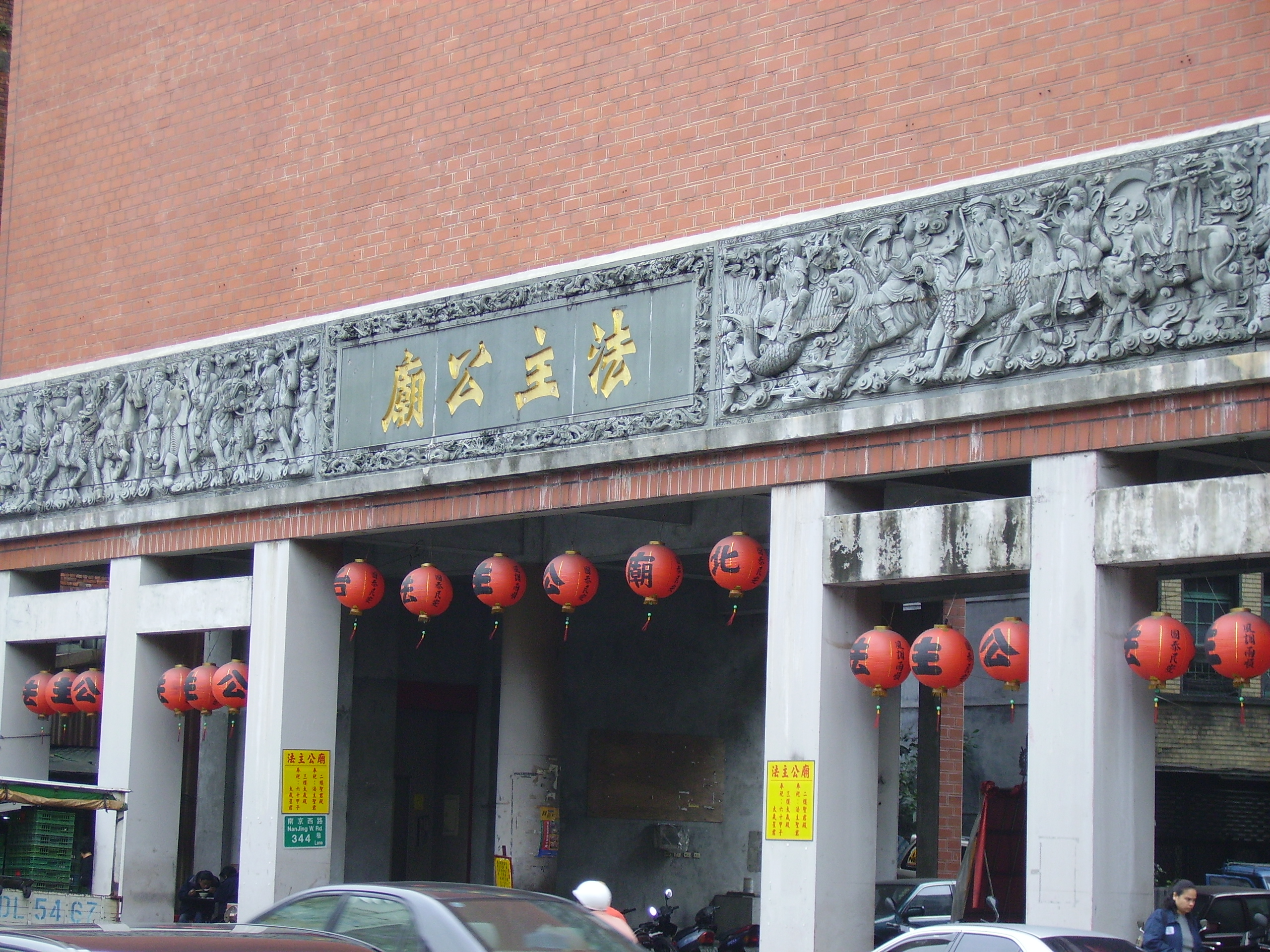
位於臺北市南京西路的法主公廟

張真君，又稱張聖君、法主聖君、都天聖君等，俗稱法主公，客家人稱法師公、張法主、張聖君、張聖者。佛教化的道教閭山派之法主公派所祭祀的神祇，以善於各種咒語、法術而成為道士的守護神。法主公信仰，流行於福建福州、泉州、漳州，廣東潮州、梅州等地，尤其流行於福州和泉州安溪族群聚集處。

## 源流
張慈觀，名自觀，道號慈觀，人稱張真人，唐威武軍節度使福州永泰縣月洲村道士，相傳在世有神通，能除妖伏魔，最後在閩清縣金沙九龍潭羽化。清高宗乾隆年間所著的《德化縣誌》載：「煉性於蕉溪山石鼓岩，見石牛山夜火晶熒，知有魈魅，因往其處。魅方於人家迎婦，輿徒甚盛。觀出掌，令人從指縫窺之，魅悉現形」。北宋間何薳的《春渚紀聞》、方勺《泊宅編》均有張真人的故事記載。

## 傳說
民間相傳，張真人曾經在結義弟兄輔助之下，躍入九龍潭石牛洞的潭水之內，以劍刺殺為患福建永春已久的蛇精，故許多廟宇的法主公塑像，是一手持劍，一手握蛇。張真人神通頗為出名，也因為去除蛇妖的功績，被視為降妖伏魔的大神，羽化後被奉為當地神明，因為張真人以神通、法術著稱，因此被尊為「法主公」。
不只有除蛇妖，福州與泉漳一帶也有法主公，力克蝗災、計降螃蟹精、盜雨、捉雷神、送瘟神等救民的傳說。

## 奉祀廟宇

### 福建
主祀
- 福州市閩清縣金沙鎮金沙堂（张圣真君祖殿）
- 福州市永泰縣盤谷鄉水尾方壺岩寺
- 福州市台江區上下杭張真君祖殿
- 福州市倉山區城門鎮臚雷村閭山大法院張聖真君殿
- 莆田市秀嶼區東嶠鎮珠江金印堂
- 泉州市德化縣水口鎮石牛山石壺殿－奉祀張、蕭、章三位法主
- 泉州市永春縣桃城鎮龍山岩
- 泉州市安溪縣官橋鎮龍瑞宮（龍井三塊厝聖德宮之祖廟）
- 泉州市安溪縣城廂鎮後坑碧靈宮（大稻埕法主公廟之祖廟）
- 龍巖市漳平市新橋鎮南豐村虎符祖殿

### 臺灣
17世紀後，渡臺的安溪茶商，將法主公香火帶入臺北，遂成為流行的臺灣民間信仰之一。由於臺北地區安溪人甚眾，全臺以大臺北地區最為盛行，其中以臺北法主公廟最為著名，高雄市美濃區則是客家族群信的主要地域。
主祀
- 臺北市大同區大稻埕法主公廟（臺北法主宮）
- 臺北市北投區十八份張公聖君廟
- 新北市淡水區下圭柔山法主宮
- 新北市淡水區金應宮
- 新北市新莊區虎緣敬意堂
- 新北市樹林區山佳法照宮
- 桃園市桃園區北天府龍天宮
- 宜蘭縣員山鄉七賢浮洲再興宮－奉祀張、章、肖三位法主
- 宜蘭縣蘇澳鎮晉安宮
- 新竹縣竹北市斗崙里科大一路靈泉宮
- 新竹縣竹北市中正西路法濟宮
- 新竹市香山區大湖金教岩（新竹市長林智堅曾來祈求大雨停息）
- 新竹市香山區大湖永春宮
- 新竹市香山區法尊宮
- 臺中市龍井區三塊厝聖德宮－奉祀張、蕭、洪三位法主
- 臺中市龍井區德瑞宮
- 彰化縣彰化市快官法主廟
- 彰化縣和美鎮中塗厝恆德宮
- 彰化縣和美鎮四張里法玄宮
- 彰化縣芳苑鄉埤北法主公廟
- 彰化縣埔鹽鄉閭山道院
- 彰化縣福興鄉萬豐村閭山天法堂
- 彰化縣福興鄉番社村蔡氏濟陽堂
- 彰化縣鹿港鎮油麻堀閭山法主宮
- 雲林縣麥寮鄉架仔頭玉安宮
- 雲林縣二崙鄉頂庄赤法宮－奉祀張、蕭、章三位法主
- 雲林縣莿桐鄉樹仔腳玉樹宮
- 嘉義縣布袋鎮白沙永安宮
- 嘉義縣鹿草鄉後寮永泰宮
- 臺南市中西區四聯境普濟殿聖君廟
- 臺南市學甲區新芳慶安宮（統一集團創辦人高清愿還願檀施所建<[3]）
- 臺南市北門區三寮灣黃氏宗祠法安宮
- 臺南市北門區蚵寮西南角永法宮
- 臺南市柳營區五軍營法主宮
- 臺南市鹽水區南竹子腳張聖宮[4]
- 高雄市橋頭區芋寮壽生廟
- 高雄市橋頭區海峰法主宮
- 高雄市田寮區菜堂聖法宮－奉祀張、連、蕭、劉四位法主
- 高雄市內門區內東九龍宮－奉祀張、蕭、洪三位法主
- 高雄市內門區廣興張公聖君－法主公廟
- 高雄市內門區埔尾張公聖君
- 高雄市美濃區聖君宮
- 高雄市六龜區法師宮
- 高雄市六龜區荖濃聖君廟
- 屏東縣恆春鎮頭溝大坪頂聖皇宮－奉祀張、蕭、章三位法主
- 台東縣臺東市震天宮－主奉祀張公法主聖君
- 金門縣金寧鄉昔果山法主天君廟－奉祀張、劉兩位法主

### 新加坡
新加坡與馬來西亞泉州永春裔華人也奉爲鄉土神，其移民聚會所「永春會館」也作祭祀場所。
主祀
- 龍山巖（宏茂橋聯合廟）－主奉祀張、蕭、章三位法主
- 廣明堂（忠義天明廟）－主奉祀張公聖君
- 慈靈宮（淡濱尼聯合宮）－主奉祀張公聖君
- 九龍宮（蔡厝港聯聖宮）－主奉祀張公聖君
- 石霧洞（石林晉山聯合宮）－主奉祀三位法主（張公聖君）
- 石牛洞－主奉祀張、蕭、洪三位法主

### 馬來西亞
主祀
- 馬六甲武吉晋巷金山宫 - 主奉張公聖君
- 馬六甲金沙宮－主奉張公聖君
- 馬六甲青山宮－主奉祀張、蕭、洪三位法主
- 馬六甲石雲洞－主奉三位法主（張公聖君）
- 馬六甲文廟龍山宮－主奉三位法主（張公聖君）
- 馬六甲清靈宮(东街纳) - 主奉張，蕭，洪公聖君
- 雪兰莪吧生張聖宮 - 主奉張公聖君
- 雪兰莪元天宫-主奉张公聖君
- 吧生天福宮－主奉三位法主（蕭君二副）
- 吧生川嚴法聖壇 - 主奉張公聖君
- 吧生聖淘沙花園張公壇 - 主奉祀三位法主（張公聖君、萧公聖君、洪公真人）
- 蕉賴川雲宮－主奉三位法主（蕭公二副）
- 霹靂怡保三靈宮－主奉張公聖君
- 森美蘭波德申石雲洞－主奉張公聖君
- 吉打 亚罗士打 三聖法主堂（孫太祖师）－主奉祀張公聖君、蕭公聖君、章公聖君
- 柔佛峇株巴辖三春張聖府－主奉張公聖君（流年拜太歲与各吉兇星祭祀）
- 沙巴擔波羅利法主聖君宮殿
- 柔佛蔴坡峇加利亞 玉封福靈宮 主祀 張公聖君
- 柔佛麻属武吉哈逢 川法壇 主祀 都天法主聖君
- 马六甲忠灵宫
- 雪兰莪巴生中路六支天圣宫
- 雪兰莪巴生中路六支半英雄花园圣福宫
- 雪兰莪巴生中路六支八宝宫
- 雪兰莪巴生中路六支福天宫
- 槟城丹绒武雅石牛洞玄圣堂
- 马六甲帆加南马板底清灵宫
- 马六甲帆加南马天地君
- 槟城大山脚安宁园龙川坛
- 吉打居林法主圣君济公先师
- 雪兰莪大港福顺宫
- 雪兰莪沙白安南天福宫
- 雪兰莪万津罗汉宫
- 雪兰莪丹绒士拔石云宫
- 雪兰莪万津新邦干宗福禄洞宫
- 雪兰莪万津福圣宫
- 马六甲北圣宫
- 霹雳怡保狮尾顺天宫
- 霹雳怡保三灵宫
- 霹雳怡保兵如港显应坛
- 雪兰莪适耕庄天福宫
- 雪兰莪巴生永安园电線路顺福宫
- 雪兰莪巴生天云宫
- 雪兰莪巴生永安镇二副天福宫
- 雪兰莪瓜拉冷岳福寿宫
- 雪兰莪巴生直落玻璃河边路天福宫
- 雪兰莪沙白安南河边街天福宫
- 雪兰莪巴生加埔路一支川童宫
- 雪兰莪巴生中路一支南天宫万寿坛
- 雪兰莪巴生加埔云天宫
- 雪兰莪巴生加埔路六哩张福宫
- 雪兰莪巴生加埔路十二支三福宫
- 雪兰莪巴生圣淘沙北主宫
- 雪兰莪巴生张天宫
- 雪兰莪巴生港口福进宫
- 雪兰莪巴生港口班达马兰一区尾张公坛
- 雪兰莪巴生班达马兰二区天和宫
- 雪兰莪巴生直落昂福灵宫
- 雪兰莪巴生中路六哩威灵宫
- 雪兰莪巴生中路张圣宫
- 雪兰莪巴生圣淘沙石壶宫
- 雪兰莪巴生崑崙坛
- 雪兰莪而榄天德宫
- 雪兰莪而榄福顺宫
- 雪兰莪仁嘉隆天福宫
- 雪兰莪仁嘉隆显威灵

·柔佛峇株巴辖巴力亚尼港脚保安宫 - 主祀张公圣君

## 註解
1. ↑  . 福州新聞網.   [2024-02-08]. （原始内容存档于2024-08-03）.
2. ↑  . 福州新聞網.   [2025-03-21]. （原始内容存档于2025-03-21）.
3. ↑  【名人拜廟】法主公助統一霸業　高清愿捐百萬建學甲慶安宮供奉[]
4. ↑  張耘書. . 中研院文化資源地理資訊系統. 2011-11-24  [2019-08-30]. （原始内容存档于2019-08-30） （中文（臺灣））.
5. ↑  .   [2016-06-17]. （原始内容存档于2020-12-10）.